# Günter Gollasch
Günter Gollasch (* 8. März 1923 in Burg, Landkreis Cottbus; † 10. März 2011 in Rüdersdorf bei Berlin) war ein deutscher Klarinettist und Bandleader.

## Leben
Nach der Volksschule besuchte Günter Gollasch von 1938 bis 1942 die Orchesterschule in Cottbus. Es folgte ein Klarinettenstudium am Klindworth-Scharwenka-Konservatorium in Berlin. Im 1950 vom Berliner Rundfunk gegründeten „Großen Tanz- und Unterhaltungsorchester“ war er ab 1953 Satzführer der Saxophongruppe. 1954 ging daraus die „Kapelle Günter Gollasch“ hervor, die Aufnahmen für den Berliner Rundfunk und Amiga einspielte und live im Versuchsprogramm des Deutschen Fernsehfunks auftrat. Am 1. Februar 1956 entstand das „Tanzorchester des Berliner Rundfunks“, das ab 1971 „Rundfunk-Tanzorchester Berlin“ hieß. Bis 1981 war er dessen Chefdirigent. Gollasch vereinte in seiner Bigband hervorragende Musiker, unter ihnen Joachim Graswurm und Antonin Stepanek (beide Trompete), Friedhelm Schönfeld (Saxophon), Hubert Katzenbeier und Fredy Lehmann (beide Posaune) sowie Klaus Koch (Kontrabass und Bassgitarre), Wolfgang Preißler (Percussion). Zweiter Dirigent war der Arrangeur und Komponist Günther Kretschmer. Gollaschs Nachfolger als Chefdirigent wurde 1981 Martin Hoffmann. Seit 1956 war Günter Gollasch auch als Solo-Klarinettist tätig. Einer seiner erfolgreichsten Titel wurde Yvette, eine Komposition von Klaus Hugo. Am 7. Juni 2008 gab Gollasch für die Interessengemeinschaft Trompeter Horst Fischer in Chemnitz-Adelsberg ein ausverkauftes Konzert mit der Big Band Meerane (heute: SWS Bigband).
Günter Gollasch starb im Krankenhaus in Rüdersdorf bei Berlin an Darmkrebs.

## Bedeutung
Günter Gollasch spielte mit seinem Rundfunk-Tanzorchester Berlin, das bei Amiga-Aufnahmen „Orchester Günter Gollasch“ hieß, sowie mit verschiedenen anderen Formationen unter seiner Leitung Tausende Aufnahmen für Rundfunk, Schallplatte, Fernsehen und DEFA ein. Hinzu kamen zahlreiche Live-Konzerte in der DDR und im Ausland. Bei nationalen und internationalen Festivals übernahm die Band die Begleitung der Solisten. Als Klarinettist hatte Gollasch einen ausgezeichneten Ruf, insbesondere wegen seines „samtweichen“ Vibratos. Als Bandleader wird er in eine Reihe mit Paul Kuhn, Hugo Strasser und Max Greger gestellt, mit denen er 2003 und 2004 in der Reihe „Swing-Legenden“ große Erfolge im Berliner Friedrichstadtpalast feierte.